# جولي فاودي
جولي مورين فاودي (من مواليد 23 يناير 1971) هي لاعبة كرة قدم أمريكية لعبت في مركز خط وسط، بطلة كأس العالم للسيدات مرتين في كأس العالم للسيدات وحاصلة على الميدالية الذهبية الأولمبية مرتين. لعبت مع منتخب الولايات المتحدة لكرة القدم للسيدات من 1988 إلى 2004. أنهت فاودي مسيرتها الدولية بالمشاركة في 274 مباراة وشغلت منصب قائدة الفريق من عام 2000 إلى 2004، كما شغلت منصب مساعد قائد الفريق من عام 1991 إلى عام 2000، في عام 1997، كانت أول أمريكية وأول امرأة تحصل على جائزة اللعب النظيف من الاتحاد الدولي لكرة القدم.
وفي الفترة من 2000 إلى 2002، شغلت فاودي منصب رئيسة مؤسسة الرياضة النسائية. في عام 2006، شاركت في تأسيس أكاديمية جولي فاودي للقيادة الرياضية، وهي منظمة تركز على تطوير مهارات القيادة لدى الفتيات المراهقات، في عام 2007 اختيرت جولي تكون اسمها في قاعة مشاهير كرة القدم الوطنية مع زميلتها في الفريق ميا هام. عملت بعد نهاية مسيرتها الكروية محللة ومراسلة ومعلقة رئيسية في برامج كرة القدم النسائية على قناة إي إس بي إن الأمريكية.
فاودي هو مؤلف كتاب "اختر أن تكون مهمًا: أن تكوني شجاعة ورائعة"، وظهرت في الفيلم الوثائقي الذي أنتجته قناة إتش بي أو تجرأ على الحلم: قصة منتخب الولايات المتحدة لكرة القدم للسيدات، وكانت المنتجة المنفذة للفيلم الوثائقي القصير ”ملعب متساوٍ“ من بطولة كريستين بريس ومنتجة حلقة تسعة من أجل تسعة بعنوان ”ال 99ers“ التي ظهرت فيها بعض زميلاتها في المنتخب الأمريكي الفائز في كأس العالم للسيدات 1999.

## نشأتها
وُلدت فاودي في 23 يناير 1971 في سان دييغو، كاليفورنيا، لكنها نشأت في ميشن فيجو. تخرجت من مدرسة ميشن فيجو الثانوية عام 1989، حيث كانت ضمن الفريق الأول الأمريكي مرتين. اختيرت فاودي لاعبة المدرسة الثانوية في الثمانينيات من قِبل صحيفة لوس أنجلوس تايمز، ولاعبة العام في جنوب كاليفورنيا لثلاث سنوات متتالية (1987-1989).

### ستانفورد كاردينال
درست فاودي في جامعة ستانفورد، حيث كُرِّمت بلقب أفضل لاعبة كرة قدم نسائية في جامعة ستانفورد كاردينال لثلاث سنوات متتالية (1989-1991). كانت لاعبة أمريكية من الرابطة الوطنية لرياضة الجامعات أربع مرات في جامعة ستانفورد، وأنهت مسيرتها الجامعية بتسجيلها 52 هدفًا و32 تمريرة حاسمة و136 نقطة في 78 مباراة. حازت على جائزة أفضل لاعبة في العام من سوكر أمريكا عام 1991، وجائزة أفضل طالبة في السنة الأولى من سوكر أمريكا عام 1989، ووصلت إلى نهائيات كأس هيرمان مرتين عامي 1991 و1992. ساهمت في قيادة فريق الكاردينال إلى التأهل إلى تصفيات بطولة الرابطة الوطنية لرياضة الجامعات طوال السنوات الأربع. كما حصلت على جائزة ستانفورد لأفضل لاعبة في السنة الأولى والثانية والثالثة، واختيرت ضمن فريق العقد الجامعي من سوكر أمريكا في التسعينيات.

## مسيرتها الكروية

### مع النادي

#### ساكرامنتو ستورم
لعبت فاودي مع فريق ساكرامنتو ستورم، الذي فاز في بطولة ولاية كاليفورنيا للهواة أعوام 1993، 1995، 1997.

#### تيريسو إف إف
في عام 1994، لعبت فاودي مع فريق تيريسو إف إف في الدوري السويدي الممتاز، وانضمت إلى زميلاتها في المنتخب الوطني ميشيل أكيرز، ماري هارفي، وكريستين ليلي.

#### سان دييغو سبيريت
حملت فاودي شارة القائدة فريقها سان دييغو سبيريت ضمن رابطة كرة القدم النسائية المتحدة. شاركت في 59 مباراة بالموسم العادي، وسجلت ثمانية أهداف وقدمت 13 تمريرة حاسمة. عندما أوقفت رابطة كرة القدم النسائية المتحدة عملياتها في سبتمبر 2003، أوقف الدوري عملياته في 15 سبتمبر 2003، بعد وقت قصير من نهاية موسمه الثالث، بعد تكبد خسائر تراكمية بلغت حوالي 100 مليون دولار أمريكي. حيث لم تكن نسب المشاهدة التلفزيونية أو نسبة الحضور مطابقة للتوقعات، بينما أنفق الاتحاد ميزانيته الأولية البالغة 40 مليون دولار، والمقرر أن تستمر لخمس سنوات، بنهاية الموسم الأول. ورغم أن اللاعبات قبلن تخفيضات في رواتبهم وصلت إلى 30% للموسم الأخير، إلا أن اللاعبين المؤسسين (الذين كانوا يمتلكون أيضًا حصة في الدوري) هم من تلقّين أكبر تخفيضات، إلا أن ذلك لم يكن كافيًا للسيطرة على النفقات. من جهتها عملت جولي فاودي وهي الممثلة الرسمية للاعبات كرة القدم في الجهود المستمرة لإحياء الدوري.

## مسيرتها دوليًا
بدأت فاودي السفر مع منتخب الولايات المتحدة لكرة القدم للسيدات في السادسة عشرة من عمرها. حضرت بطولة دعوة الفيفا للسيدات 1988 كلاعبة بديلة، ثم ظهرت لأول مرة ضد منتخب فرنسا لكرة القدم للسيدات في موندياليتو في 29 يوليو 1988. شاركت فاودي في أربع بطولات لكأس العالم للسيدات، وفازت ببطولتين في عامي 1991 و1999. شاركت في ثلاث دورات ألعاب أولمبية صيفية، فازت بالميدالية الذهبية في دورة الألعاب الأولمبية الصيفية 1996 في أتلانتا، والميدالية الفضية في الألعاب الأولمبية الصيفية 2000 في سيدني، والميدالية الذهبية مرة أخرى في الألعاب الأولمبية الصيفية 2004 في أثينا، بعدها انضمت فاودي إلى أيقونات كرة القدم ميا هام، وجوي فاوست، وبراندي تشاستين في "جولة وداع" مكونة من 10 مباريات والتي مثلت نهاية ما وصفته وسائل الإعلام بـ "العصر الذهبي" لكرة القدم النسائية الأمريكية. وقالت صحيفة "سانت بطرسبرغ تايمز" إن الفريق "... غيّر وجه كرة القدم النسائية".

### الأهداف الدولية
| م | التاريخ        | المكان                          | الخصم          | تسجيل | نتيجة المباراة | البطولة                             |
| - | -------------- | ------------------------------- | -------------- | ----- | -------------- | ----------------------------------- |
| 1 | 18 أبريل 1991  | بورت أو برنس، هايتي             | المكسيك        | 5–0   | 5–0            | بطولة الكونكاكاف للسيدات 1991       |
| 2 | 24 نوفمبر 1991 | فوشان، الصين                    | تايبيه الصينية | 4–0   | 7–0            | كأس العالم للسيدات 1991             |
| 3 | 21 أغسطس 1994  | مونتريال، كندا                  | كندا           | 5–0   | 6–0            | بطولة الكونكاكاف للسيدات 1994       |
| 4 | 10 يونيو 1995  | هيلسينجبورج، السويد             | أستراليا       | 1–1   | 4–1            | كأس العالم للسيدات 1995             |
| 5 | 19 يونيو 1999  | إيست روثرفورد، الولايات المتحدة | الدنمارك       | 2–0   | 3–0            | كأس العالم للسيدات 1999             |
| 6 | 17 سبتمبر 2000 | ملبورن، أستراليا                | الصين          | 1–0   | 1–1            | دورة الألعاب الأولمبية الصيفية 2000 |
| 7 | 25 سبتمبر 2003 | فيلادلفيا، الولايات المتحدة     | نيجيريا        | 5–0   | 5–0            | كأس العالم للسيدات 2003             |

## الإنجازات
منتخب الولايات المتحدة لكرة القدم للسيدات
- الميدالية الذهبية في دورة الألعاب الأولمبية الصيفية 1996 في أتلانتا
- الميدالية الفضية في دورة الألعاب الأولمبية الصيفية 2000 في سيدني
- الميدالية الذهبية في دورة الألعاب الأولمبية الصيفية 2004 في أثينا
- الميدالية الذهبية في بطولة كأس العالم للسيدات 1991 في الصين
- المركز الثالث في بطولة كأس العالم للسيدات 1995 في السويد
- الميدالية الذهبية في بطولة كأس العالم للسيدات 1999 في الولايات المتحدة
- المركز الثالث في بطولة كأس العالم للسيدات 2003 في الولايات المتحدة

جائزة فردية
- اختيارها ضمن أفضل تشكيلة للمنتخب الوطني للسيدات على مر العصور عام 2013.[16]

## بعد الاعتزال

### محللة فنية
عملت فاودي في مجال البث الرياضي كمحللة في الاستوديو في ايه بي سي وإي إس بي إن وإي إس بي إن 2 في تغطية كأس العالم 2006 وكأس الأمم الأوروبية لكرة القدم 2008، كما قدمت تعليقات وتحليلات على الهواء خلال مباريات منتخب الولايات المتحدة لكرة القدم للسيدات. وشاركت أيضاً في تقديم ايه بي سي وإي إس بي إن البث التلفزيوني لبطولة كأس العالم للسيدات 2007 وموسم 2007 من الدوري الأمريكي لكرة القدم، بما في ذلك كأس الدوري الأمريكي. وظهرت كمحللة في تغطية إي إس بي إن بطولة أمم أوروبا 2008 مع أندي غراي وتومي سميث. عملت كمراسلة ومحللة كمراسلة ومحللة في جنوب أفريقيا لصالح إي إس بي إن في كأس العالم 2010، عملت أيضًا كمراسلة لبرنامج التحقيقات الاستقصائية في قناة إي إس بي إن، ’‘خارج الخطوط. عملت كمراسلة رياضية في تغطية إن بي سي سبورتس لتغطية دورة الألعاب الأولمبية الصيفية 2008
عملت فاودي كمراسلة مع إي إس بي إن خلال دورة الألعاب الأولمبية الشتوية 2018 وكأس العالم للسيدات 2019. في عام 2023 انضمت فاودي إلى شبكة دبليو بي دي سبورتس للعمل كمحللة رئيسية لمباريات منتخب الولايات المتحدة للسيدات ومنتخب الولايات المتحدة للرجال. مع عملها مع شبكة إي إس بي إن.

### أكاديمية جولي فاودي للقيادة الرياضية
أنشئت أكاديمية جولي فاودي للقيادة الرياضية (JFSLA) هي مؤسسة تُعنى بالرياضة والقيادة للفتيات، أسستها فاودي وزوجها إيان سويرز عام 2006. تُقدم الأكاديمية معسكرًا رياضيًا مشتركًا لمدة أسبوع (كرة القدم أو لكروس) وأكاديمية قيادة للفتيات من سن 12 إلى 18 عامًا. يضم طاقم الأكاديمية فائزات بميداليات ذهبية أولمبية، وأبطال كأس العالم، وقائدات أخريات. تُركز المعسكرات على بناء المهارات القيادية "داخل الملعب وخارجه". وفقًا لفاودي، "...إن وجود فريق ناجح ومنتج لا يتعلق بشخص واحد أو بجزء واحد من هذا الفريق. إنه فريق ناجح يعني أن الجميع يساهمون. عندما أعود بذاكرتي إلى مسيرتي مع فريق الولايات المتحدة، كان لدى أنجح فرقنا التي فازت بكأس العالم والميداليات الأولمبية قاسم مشترك واحد، وهو أننا جميعًا ساهمنا في كيمياء الفريق الإيجابية." أثناء إدارتها لعيادة كرة القدم للشباب في تامبا عام 2006، قالت إن نجاح فريق كرة القدم النسائي الأمريكي في بطولات كأس العالم لكرة القدم والألعاب الأولمبية الصيفية قد غيّر الطريقة التي تفكر بها اتحادات كرة القدم دوليًا في كرة القدم النسائية.

## الأوسمة والجوائز
اختيرت فاودي للانضمام إلى قاعة مشاهير كرة القدم الوطنية لفئة عام 2007 إلى جانب زميلتها السابقة في الفريق ميا هام. كان انضمام فاودي وهام أول دفعة نسائية بالكامل في قاعة مشاهير كرة القدم الوطنية الأمريكية. في عام 1997، حصلت فاودي على جائزة الفيفا للعب النظيف لعملها ضد عمالة الأطفال، وهي أول أمريكية وأول امرأة تفوز بالجائزة. لإنجازاتها في كرة القدم في الولايات المتحدة، حصلت فاودي على جائزة ”جولدن بلايزر“ في عام 2015 من قبل شركة من إن بليزرز. كما اختارت جمعية المكتبات الأمريكية فاودي رئيسًا فخريًا لـ أسبوع المكتبة الوطنية 2017.

## النشاط المجتمعي والسياسي

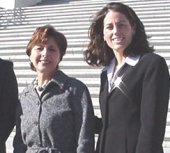
فاودي مع السيناتور باربرا بوكسر في عام 2001

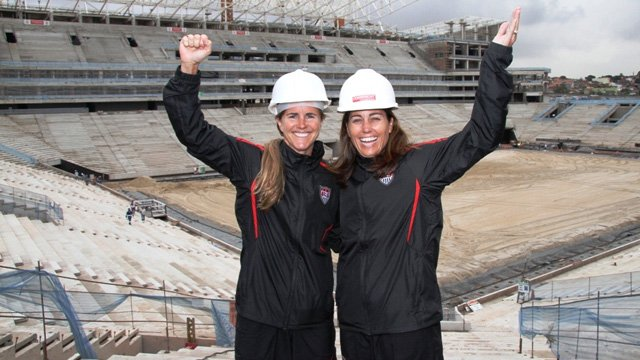
براندي تشاستين وجولي فاودي في البرازيل عام 2014

نشطت فاودي في عدد من القضايا السياسية المتعلقة بحقوق المرأة وحقوق العمال. في عام 1998، حصلت على جائزة الفيفا للعب النظيف تقديرًا لمناصرتها ضد عمالة الأطفال في تصنيع المعدات الرياضية. وفي العام الذي سبقه، قامت بزيارة إلى باكستان لتفقد ظروف العمل في مصنع يُصنّع كرات القدم لصالح شركة ريبوك التي ترعاها آنذاك. في عام 2002، تم تعيين فاودي الرئيسة السابقة لمؤسسة الرياضة النسائية، من قبل وزير التعليم الأمريكي رود بيج في لجنة الفرص في مجال الرياضة، وهي اللجنة المكلفة بمراجعة آثار وتنفيذ التشريع التاريخي لعام 1972 الباب التاسع. رفضت فاودي وزميلتها في اللجنة دونا دي فارونا التوقيع على التقرير الذي أعدته اللجنة، قائلين إنه قلّل من شأن استمرار التمييز القائم على النوع الاجتماعي في الأنشطة الرياضية المدرسية، وإن بعض توصياته تسمح للمدارس بالإفلات من العقاب على التمييز. أصدروا تقريرًا أقلية يوصي باستمرار سياسات مكافحة التمييز الحالية. قرر بيج في النهاية الاكتفاء بمتابعة التوصيات التي حظيت بدعم إجماعي من اللجنة. في عام 2014، عملت براندي تشاستين وفاودي معًا لاستضافة عيادات للفتيات الصغيرات في البرازيل لتشجيع الفتيات على لعب كرة القدم.
ظهرت فاودي في الفيلم الوثائقي "تجرأ على الحلم: قصة منتخب الولايات المتحدة لكرة القدم للسيدات" على قناة إتش بي أو. كما ظهرت في الفيلم الوثائقي "إل إف جي" على قناة إتش بي أو ماكس عن النضال المستمر للاعبات فريق كرة القدم الأمريكي الوطني للسيدات من أجل المساواة في الأجور.

## حياتها الشخصية
تزوج فاودي وإيان سويرز منذ عام 1995. أنجبت فاودي طفلهما الأول، وهي ابنة اسمها إيزابيل آن، في الأول من يناير عام 2007. وولد طفلهما الثاني، وهو ابن اسمه ديكلان، في ديسمبر عام 2008.